# 交響曲第1番 (バーバー)
交響曲第1番、別名単一楽章の交響曲 (英語: Symphony in One Movement) 作品9は、サミュエル・バーバー初期の交響曲。他の初期作品に同じく、明確な調性と、ロマン主義的な濃密な叙情性、印象的な旋律、明晰な構成を特徴とする。また、序曲『悪口学校』にも現れていた巧緻な管弦楽法も発揮されている。

## 概要
同居人であったジャン・カルロ・メノッティに献呈されている。1935年8月に着手され、1936年2月24日にアルプス山麓のロックブリュヌにあるアナベル・テイラー財団において完成された。同年12月13日にベルナルディーノ・モリナーリの指揮によりアウグステオ・フィルハーモニー管弦楽団によって世界初演が行なわれ、1937年1月21日にルドルフ・リングウォールの指揮とクリーヴランド管弦楽団によって米国初演が行なわれたのに続いて、同年3月24日にアルトゥール・ロジンスキの指揮とニューヨーク・フィルハーモニー管弦楽団によってニューヨーク初演が行なわれた。ロジンスキはバーバー作品の強力な擁護者であり、1937年度ザルツブルク音楽祭においてウィーン・フィルハーモニー管弦楽団を指揮して、本作品のオーストリア初演を行なった。これは、アメリカ人作曲家の作品がザルツブルク音楽祭で取り上げられた最初の機会でもあった。
バーバーはその後1942年から1943年にかけて数度の改訂を行なっており、改訂版による初演は1944年2月18日にブルーノ・ワルターの指揮とフィラデルフィア管弦楽団によって行なわれた。

## 楽器編成
| 木管   | 木管                        | 金管   | 金管   | 打     | 打                   | 弦     | 弦     |
| ------ | --------------------------- | ------ | ------ | ------ | -------------------- | ------ | ------ |
| Fl.    | 2、ピッコロ1                | Hr.    | 4      | Timp.  | 1                    | Vn.1   | ●      |
| Ob.    | 2、イングリッシュホルン1    | Trp.   | 3      | 他     | シンバル、バスドラム | Vn.2   | ●      |
| Cl.    | 2（A管）、バスクラリネット1 | Trb.   | 3      | 他     | シンバル、バスドラム | Va.    | ●      |
| Fg.    | 2、コントラファゴット1      | Tub.   | 1      | 他     | シンバル、バスドラム | Vc.    | ●      |
| 他     |                             | 他     |        | 他     | シンバル、バスドラム | Cb.    | ●      |
| その他 | その他                      | ハープ | ハープ | ハープ | ハープ               | ハープ | ハープ |

## 楽曲構成
全体を通奏しても20分強（出版譜における作曲者自身の算定では18分半）の作品である。以下の4つの部分が連続して演奏される。
1. Allegro ma non troppo -
2. Allegro molto -
3. Andante tranquillo -
4. Con moto.

ニューヨーク初演のプログラムに、作曲者自身が次のような解説を寄せている。
譜面において「単一楽章による」との添え書きがされているが、実際には、バーバー本人が説明しているように、4楽章制の要素が簡潔な単一楽章の中に凝縮されている。同時代のシベリウスの交響曲第7番に触発されたのかもしれないが、各楽章の要素の截然とした独立性はシベリウスより明確である。4つの楽章を連続して演奏させるという着想が見られる点では、むしろシューマンの交響曲 第4番やサン＝サーンスの交響曲 第3番「オルガンつき」、ニールセンの交響曲 第4番「不滅」の衣鉢を継ぐものであったと言える。また、主調がホ短調であること、終楽章に該当する部分にシャコンヌが置かれていること、循環楽想の自然な用法、作品全体の構築感において、ブラームスの交響曲 第4番への表敬の念を見出すこともできる。
なお、便宜上「第1部」のように表記するが、譜面上では楽章（ないしは楽章の要素）を示すような通し番号は一切、示されてはいない。

### 第1部
「アレグロ・マ・ノン・トロッポ」の曲想記号をもつ。開始楽章に該当する部分でソナタ形式によるが、再現部が著しく変形されている。ホ短調の第1主題は、第2部のスケルツォ主題や第4部のシャコンヌ主題としても登場する。一方、ロ短調の第2主題群は、第3部の旋律主題として再登場する。展開部では主に第2主題が用いられるのに対し、再現部では第1主題が浮き彫りにされている。但し再現部は、第2部へ橋渡しする役目を負っており（このため主調には戻らない）、スケルツォ主題を導入するためのオスティナートを用いた経過句が鳴り響く中、トロンボーンとトランペットによって第1主題が再現される。

### 第2部
「アレグロ・モルト」。フガートによるスケルツォ楽章。ト短調の調号が付くが、主題となる旋律そのものに転調が含まれていること、楽章が完結しないで次の楽章になだれ込むことから、調的な安定性が極めて弱い。サルタレッロ風のリズムと相俟って、作品全体の中でも著しく緊迫した楽章である。

### 第3部
「アンダンテ・トランクィッロ」。嬰ヘ長調の調号が付いているが、嬰ハ長調。夜想曲風の緩徐楽章である。情緒面において間違いなく楽曲全体の白眉をなす。オーボエによって呈示される非常に息の長い、美しい旋律主題が、さまざまな楽器や部門に受け渡され、調性を変えながら高らかに盛り上がっていく。後半部で、優美な雰囲気から、荘重で厳粛な雰囲気へと性格の変化を伴いながらクライマックスを築き上げる。と同時に、その熱気が冷め遣らぬままに突如としてホ短調の主和音が響いて次の楽章に突入する。

### 第4部
「コン・モート」。ホ短調に戻る。コントラバスとチェロが、第1部の第1主題に基づく6小節の不変バス主題を11回反復する。12回目はトランペットに、13回目はトロンボーンに音域を移して反復される。そのまま重々しい性格を保持したままコーダに至り、最後に輝かしいホ長調の主和音が鳴り響く中で終局を迎える。